# Mühlenbach (Grimsau)
Der Mühlenbach (auch Sandbeker Mühlenbach, dänisch: Sandbæk) ist ein Bach in Schleswig-Holstein. Er verläuft durch die Kappelner Ortsteile Mehlby und Sandbek und mündet in die Grimsau.
Der Gewässername ist erstmals 1471 als Santbeke genannt und bedeutet sandiger oder durch sandiges Gelände fließender Bach. Der Name Mühlenbach ist erstmals 1844 dokumentiert (bei H.N.A. Jensen). Der Mühlenbach wird unterhalten vom Wasser- und Bodenverband Grimsau.

## Verlauf
Der Bach hat zwei Quellarme, die aus Hölzungen südwestlich des Gutes Roest kommen und dort im Hausgraben zusammenfließen. Von Mehlby an ist der Lauf ununterbrochen offen. Die Sandbeker Mühlenbach verläuft im Anschluss südlich des Finnholzes und durch die Ortsteile Mehlby und Sandbek, bevor sie bei Wassermühlenhoz nahe der B199 in die Grimsau mündet. Bei Wassermühlenholz befand sich früher eine Wassermühle.